# Fort Dolorès
Pour plus de détails, voir Fiche technique et Distribution.
Fort Dolorès est un film français réalisé par René Le Hénaff, sorti en 1939.

## Synopsis
Un groupe d'hommes disparates, pour fuir la compagnie des femmes, s'installe dans un ranch isolé. Mais, quand ils découvrent que, dans la ferme la plus proche, habite une femme seule, la discorde et les querelles s'installent entre eux. 

## Fiche technique
- Titre : Fort Dolorès
- Réalisation : René Le Hénaff
- Scénario : Jean des Vallières, d'après son roman éponyme
- Photographie : Boris Kaufman
- Photographe de plateau : Léo Mirkine
- Décors : Aimé Bazin[1]
- Musique : Marius-François Gaillard[2]
- Son : André Apard
- Montage : Jean Mondollot
- Production : Jean des Vallières
- Société de production : Société de production et d'exploitation du film Fort-Dolorès
- Pays d'origine :  France
- Format : Noir et blanc - 35 mm - 1,37:1
- Genre : Comédie
- Durée : 93 minutes
- Date de sortie :
  - France : 1er mars 1939

## Distribution
- Roger Karl : Don Ramirez de Avila
- Gina Manès : Lola
- Pierre Larquey : Jefke Vandenbom, le Belge
- Paul Escoffier : Pasquale
- Paul Asselin : Malcolm Trubbles
- Arthur Devère : le général
- Philippe Hersent : Marco Lopez
- Teddy Michaud : Enrique Benitero
- Charles Moulin : Angelo Pastor
- Alexandre Rignault : Cesare Rossi
- Maurice Rémy : Walter Knoppendorf
- Georges Sellier : Carlos Orgaz
- Georges Tourreil : Juan, le prêtre
- Alina de Silva : Consuelo
- Robert Guilbert : Domingo Lapar
- Henry Roger : Martial Vandeuil
- Joe Alex
- Gaby Andreu
- Paul Asselin
- Robert Bassac
- Marfa Dhervilly
- Henri Nassiet
- Jenny Hecquet
- Ariane Anda
- Flavia Escola
- Géo Lecomte
- Monique Montey
- Charles Redgie